# Bao vây chùa Tây An
Bao vây chùa Tây An hay cuộc bao vây Tây An cổ tự, là một cuộc bao vây của Quân đội nhân dân Việt Nam đối với các lực lượng cuối cùng của Quân lực Việt Nam Cộng hòa vào cuối chiến tranh Việt Nam, xảy ra từ ngày 4 đến 6 tháng 5 năm 1975 ở khu vực chùa Tây An tại xã Long Kiến nay là xã Long Giang huyện Chợ Mới, tỉnh An Giang. Đây là cuộc vây bắt và giải giáp lực lượng vũ trang lớn thuộc chế độ Việt Nam Cộng hòa cuối cùng từ sau ngày tổng thống Dương Văn Minh tuyên bố đầu hàng. Các lực lượng bị vây bắt bao gồm tàn quân Quân lực Việt Nam Cộng hòa và lực lượng vũ trang của Hòa Hảo.

## Bối cảnh
Hội nghị Bộ Chính trị Ban Chấp hành Trung ương Đảng Cộng sản Việt Nam từ 18 đến 25 tháng 3 năm 1975 đã đề ra các đường lối tiếp theo cho công cuộc tổng tấn công. Trung ương Cục miền Nam dựa vào đó đã ra Nghị quyết 15 chuẩn bị tiến hành giai đoạn tổng công kích, tổng khởi nghĩa.
Lúc này, Lương Trọng Tường, Hai Tập, những tín hữu của đạo Hòa Hảo đã tập hợp các đơn vị vũ trang của Hòa Hảo thành lập Bảo an quân Hòa Hảo. Họ cùng với Tư lệnh vùng IV của Quân lực Việt Nam Cộng hòa là Nguyễn Khoa Nam bắt đầu xây dựng vùng tự trị.

## Diễn biến và kết quả
Sau khi Sài Gòn sụp đổ, Tỉnh đoàn trưởng Bảo an quân Hòa Hảo đưa lực lượng chiếm dinh Tỉnh trưởng An Giang của chế độ Việt Nam Cộng hòa, rồi tuyên bố thành lập Ủy ban hành chính lâm thời tỉnh An Giang, ra lệnh tử thủ. Nhưng sau đó, Bảo an quân Hòa Hảo bị Quân Giải phóng đánh bại ở Long Xuyên phải tháo chạy về Chợ Mới, tập trung ở khu vực chùa Tây An. Trong số 14.000 lính dồn về khu vực chùa Tây An có lực lượng vũ trang của Hòa Hảo có cả binh lính chính phủ Việt Nam Cộng hòa. Trong số này có khoảng 10.000 quân Hòa Hảo. Quân Giải phóng tiếp tục vận động họ đầu hàng.
Từ ngày 3 tháng 5 năm 1975 cuộc bao vây chùa Tây An của quân Giải phóng đã bắt đầu. Ngày 4 tháng 5 có 1.500 quân Hòa Hảo ra hàng. Ngày 6 tháng 5, Quân Giải phóng cho máy bay trinh sát rồi pháo kích vào bên trong chùa. Sau đó, họ huy động quân đồng loạt tấn công. Đến 15 giờ chiều, 3.000 quân Hòa Hảo ra hàng. Sau ngày 6 tháng 5 khi quân Hòa Hảo đầu hàng ở chùa Tây An mãi đến ngày 10 tháng 5 thì Quân Giải phóng tiếp quản các xã còn lại ở Chợ Mới.

### Sách
- Bộ quốc phòng - Thành ủy TP Hồ Chí Minh (2011). Đại thắng mùa xuân, 1975: sức mạnh đại đoàn kết toàn dân tộc thời đại Hồ Chí Minh. Nhà xuất bản Quân đội nhân dân.
- Dương Thanh Tân (2003). Chiến thắng Xuân Lộc-Long Khánh trong cuộc tổng tiến công và nổi dậy mùa xuân 1975. Nhà xuất bản Tổng hợp Đồng Nai.
- Lê Hải Triều, Đặng Việt Thủy (2005). Tướng lĩnh quân đội nhân dân Việt Nam qua những trang hồi ức, Tập 1. Nhà xuất bản Quân đội nhân dân.
- Nguyễn Long Thành Nam (2003). Hoa Hao Buddhism in the Course of Vietnam's History. Nova Science Publishers. ISBN 9781590337561. (bằng tiếng Anh)
- Lê Phú Hội; Đinh Công Đoàn; Nguyễn Việt Hùng (2000). An Giang một chặng đường hoa. Nhà xuất bản Văn Nghệ.

### Tạp chí
- Viện lịch sử Đảng (1997). “Tạp chí lịch sử Đảng, Số phát hành 74-85”. Viện lịch sử Đảng. Chú thích journal cần |journal= (trợ giúp)